# 웃고 또 웃고
《웃고 또 웃고》는 2011년 2월 16일부터 2012년 2월 24일까지 방송되었던 코미디 프로그램이다.
한편, 전통 코미디의 부활을 지향하기 위해 《개그야》 《하땅사》등의 폐지 후 설 자리를 잃었던 개그맨들을 대거 기용하여 눈길을 끌었지만 방송 시간대가 심야 시간대라 개그 프로그램으로서는 최악인 것이 치명타로 작용했다.

## 방송 시간
| 방송 채널 | 방송 기간                         | 방송 시간                |
| --------- | --------------------------------- | ------------------------ |
| MBC TV    | 2011년 2월 16일 ~ 2011년 5월 25일 | 매주 수요일 밤 12시 35분 |
| MBC TV    | 2011년 6월 3일 ~ 2012년 2월 24일  | 매주 금요일 밤 12시 35분 |

## 출연 중 개그맨
※ 가나다 순
| - 김경진 - 김세아 - 김두영 - 김현철 - 성은채 - 손헌수 - 신동수 - 양희성 - 오정태 - 유도균 - 이지수 - 이혁재 - 정이랑 - 정성호 - 정준하 - 조혜련 - 최군 - 추대엽 - 홍기훈 |

## 코너
- 위대한 법정 (출연 : 최국, 유상엽, 홍가람, 유대은, 고명환, 정준하, 김주연, 정형돈) (2011.02.16. ~ 2011.05.25.)
- 혜자쇼 (출연 : 김미려, 정성호, 김완기, 오정태, 김미진, 김경식, 김세아) (2011.02.16. ~ 2011.03.16.)
- 꿈의 대화 (출연 : 고명환, 김지선) (2011.02.16. ~ 2011.03.23.)
- 쉿 (출연 : 김경식, 황제성, 유상엽, 유대은) (2011.02.16. ~ 2011.02.23.)
- 추억은 방울방울 (출연 : 서승만, 양헌, 김완기, 추대엽, 김경식, 최재호, 전환규, 양해림, 오나연, 김주연, 오정태, 성은채, 김경진, 유상엽 외) (2011.02.16. ~ 2011.05.11.)
- 전설의 김PD (출연 : 김현철, 황제성, 조승제, 성은채, 홍가람, 유상엽 외) (2011.02.16. ~ 2011.07.15.)
- 내 사랑 내 곁에 (출연 : 김두영, 이태영, 최재호) (2011.02.16. ~ 2011.03.09.)
- 최초의 만찬 (출연 : 정준하, 김경식, 배수연) (2011.02.23. ~ 2011.03.09.)
- 킬러 (출연 : 정준하, 최설아 외) (2011.03.16. ~ 2011.03.16.)
- 네시봉 (출연 : 최국, 성은채, 추대엽, 오정태, 조빈, 홍가람, 양해림) (2011.03.23. ~ 2011.05.25.)
- 취조실 (출연 : 정준하, 김완기, 조현민, 김두영, 유대은, 유상엽, 양해림, 김주연, 정형돈, 백청강, 이태권, 태진아, 성진우, 정성호, 지상렬, 이지수 외)(2011.03.23. ~ 2011.07.08.)
- 골목길 (출연 : 정준하, 고명환, 유대은, 이지성, 김근현) (2011.03.30. ~ 2011.03.30.)
- 장인장모 (출연 : 정준하, 추대엽, 이지성, 이지수, 정이랑) (2011.03.30. ~ 2011.03.30.)
- 스티브 잡쇠 (출연 : 정성호, 김근현 외) (2011.03.30. ~ 2011.03.30.)
- 영웅은 살아있다 (출연 : 김경식, 손헌수, 홍가람, 최설아, 유상엽, 김주연, 오정태, 김경진 외) (2011.04.06. ~ 2011.06.24.)
- 버스정류장 (출연 : 정준하, 최설아, 김완기, 이지수, 정이랑, 조현민, 이태영, 양해림, 김두영, 유상엽 외) (2011.05.04. ~ 2011.06.03.)
- 럭셔리 카페 (출연 : 정준하, 고명환, 이태영, 김주연) (2011.05.11. ~ 2011.05.11.)
- 나도 가수다 (출연 : 정성호, 김세아, 추대엽, 정이랑, 김두영, 신동수, 유도균, 이지수, 최재호 외) (2011.06.03. ~ 2011.12.23.)
- 최국 TV (출연 : 최국, 성은채, 추대엽, 홍가람, 오정태, 정이랑) (2011.06.03. ~ 2011.11.18.)
- TV만화 달마과장 (출연 : 정준하, 오정태, 최설아 외) (2011.06.03. ~ 2011.10.28.)
- 큐브스 (출연 : 정성호, 김경진, 황제성, 이지성, 양해림) (2011.06.03. ~ 2011.06.10.)
- 쾌걸 조씨 (출연 : 조혜련, 고명환, 이지수, 황제성, 홍가람, 김완기 외) (2011.06.17. ~ 2011.07.29.)
- 어떤 그런 쇼 (출연 : 조현민, 김완기, 최재호, 이정규) (2011.07.22. ~ 2011.07.29.)
- 마지막 수업 (출연 : 이혁재, 황제성, 김경진, 김두영, 최설아, 김완기 외) (2011.07.29. ~ 2011.09.23.)
- 소녀 놀던 시대 (출연 : 조혜련, 손헌수, 양해림, 최설아, 이지수 외) (2011.08.12. ~ 2011.08.19.)
- 이게 아닌데 (출연 : 조현민, 양희성, 유상엽, 김완기, 정이랑) (2011.11.25. ~ 2012.02.24.)
- 세상 참 좁다 (출연 : 이혁재, 손헌수, 이석재, 박초은) (2011.11.25. ~ 2011.12.23.)
- 행복상회 (출연 : 김경진, 오정태, 이태영) (2011.12.02. ~ 2012.01.06.)
- TV 스타 (출연 : 우승민, 조원석) (2011.12.16. ~ 2011.12.23.)
- 분노의 황선생 (출연 : 황제성, 최설아, 최재호, 이지수) (2011.12.16. ~ 2012.01.20.)
- 나는 하수다 (출연 : 고명환, 신동수, 조현민, 유상엽, 정성호 외) (2011.12.23. ~ 2012.02.24.)
- 초압축 미니시리즈 (출연 : 손헌수, 함효주, 이석재, 박초은, 이혁재, 이지성 외) (2012.01.20. ~ 2012.02.24.)
- 오늘의 요가 (출연 : 이태영, 최설아, 박초은) (2012.01.06. ~ 2012.01.13.)
- 제임스 딘 (출연 : 오정태, 김경진, 최재호, 유도균, 도대웅, 김완기) (2012.01.20.~ 2012.02.24.)
- 초극세사 미니시리즈 (출연 : 손헌수, 박초은, 이석재, 함효주, 이혁재, 이지성, 추대엽, 최재호) (2012.01.06. ~ 2012.01.13.)

## 시청률
심야에 방송되는 프로그램인 만큼 시청률이 평균 1~3퍼센트이지만 P2P 사이트의 프로그램 다운로드는 많은 편이다.

## 같이 보기
경쟁 프로그램 (지상파)
- 개그콘서트 - KBS
- 개그투나잇 - SBS
- 개그 스타 - KBS

관련 프로그램 (MBC TV)
- 코미디 하우스 - <웃고 또 웃고>의 전신 프로그램
- 웃는 day - <웃고 또 웃고>의 전신 프로그램
- 개그야 - <웃고 또 웃고>의 전신 프로그램
- 하땅사 - <웃고 또 웃고>의 전신 프로그램
- 코미디에 빠지다 - <웃고 또 웃고>의 후신 프로그램

경쟁 프로그램 (케이블)
- 코미디 빅 리그 - TvN의 경쟁 프로그램
- 신동엽 김병만의 개구쟁이 - JTBC의 경쟁 프로그램
- 개그시대 - 채널A의 경쟁 프로그램
- 10PM - TV조선의 경쟁 프로그램
- 개그공화국 - MBN의 경쟁 프로그램